# Жанна I (графиня Бургундии)

Графство Бургундия ок. 1200 г.

Жанна I Бургундская (фр. Jeanne I de Bourgogne нем. Johanna von Burgund, ок. 1191 — 1205), пфальцграфиня Бургундии с 1200 года из династии Гогенштауфенов, дочь пфальцграфа Оттона I и Маргариты де Блуа.

## Биография
Жанна унаследовала графство Бургундия в девятилетнем возрасте после смерти отца. Регентшей при ней была её мать, Маргарита де Блуа, дочь графа Тибо V де Блуа, вышедшая после смерти Оттона I замуж за Готье II д'Авен, графа де Гиз.
Жанна умерла в 1205 году так и не достигнув совершеннолетия, после чего графство унаследовала её младшая сестра Беатрис.